# Apostas & Certezas
"Apostas & Certezas" é uma canção da banda de rock brasileira CPM 22, lançada como o terceiro single de seu quarto álbum de estúdio, Felicidade Instantânea (2005).

## Créditos
Com base no encarte do CD de Felicidade Instantânea.
CPM 22
- Badauí: vocal
- Wally: guitarra e vocal de apoio
- Luciano Garcia: guitarra e baixo
- Japinha: bateria e vocal de apoio

## Paradas musicais

### Paradas de fim de ano
| Parada (2006)                       | Posição |
| ----------------------------------- | ------- |
| Brasil (Crowley Broadcast Analysis) | 93      |

## Prêmios e indicações
| Ano  | Organização            | Categoria                         | Resultado | Ref.  |
| ---- | ---------------------- | --------------------------------- | --------- | ----- |
| 2006 | MTV Video Music Brasil | Escolha da Audiência (videoclipe) | Indicado  | [ 3 ] |
| 2006 | MTV Video Music Brasil | Melhor Videoclipe de Rock         | Indicado  | [ 3 ] |